# FORMOSAT-1
FORMOSAT-1 (フォルモサット1、中国語:福爾摩沙衛星一號) は台湾初の科学実験衛星。電離層と大洋を観測する地球観測衛星である。台湾の国家宇宙センター（NSPO）によって運用された。ROCSAT-1（Republic Of China Satellite-1）とも呼ばれる。

## 概要
宇宙機と装置はNSPOとTRWの共同で開発された。六角柱型で、太陽電池パネルを2枚搭載。1999年1月16日、アメリカのケープカナベラル空軍基地よりアテナIによって打ち上げられた。
2004年6月16日にミッションは正式に終了となった。
2002年に発行された2000台湾元の紙幣にはFORMOSAT-1が描かれている。

## 搭載装置
- ECP: Experimental Communication Payload
- IPEI: Ionosphere Plasma Electrodynamics Instrument
- OCI: Ocean Color Imager